# Vetroceramica
I materiali in vetroceramica condividono molte proprietà sia con i vetri che con la ceramica. Le vetroceramiche hanno una fase amorfa e una o più fasi cristalline e sono prodotte tramite una cosiddetta "cristallizzazione controllata", diversamente dalla cristallizzazione spontanea, la quale di solito è indesiderata nella manifattura del vetro. Le vetroceramiche in genere hanno una cristallinità compresa tra il 30% [m/m] e il 90% [m/m] da cui si ottengono materiali con interessanti proprietà termomeccaniche.
Le vetroceramiche sono in massima parte prodotte in due fasi: dapprima il vetro viene formato tramite un processo di manifattura del vetro. Poi il vetro è raffreddato e dunque riscaldato in una seconda fase. In questo trattamento a caldo il vetro cristallizza parzialmente. Nella maggior parte dei casi vengono aggiunte alla composizione di base della vetroceramica i così chiamati "agenti di formazione". Questi facilitano e controllano il processo di cristallizzazione. Dato che di solito non c'è pressione e sinterizzazione, le vetroceramiche non hanno pori, diversamente dalle  ceramiche sinterizzate. 
Esiste un'ampia varietà di sistemi in vetroceramica, per esempio il Sistema Li2O x Al2O3 x nSiO2 (LAS-System), il Sistema MgO x Al2O3 x nSiO2 (Sistema MAS), il Sistema ZnO x Al2O3 x nSiO2 (ZAS-System), vetroceramiche fatte di Litio-Disilicato e vetroceramiche lavorabili con flogopite come sistema di base